# موسی احمدی
موسی احمدی نمایندهٔ دورهٔ یازدهم مجلس شورای اسلامی از حوزه انتخابیه کنگان، دیر، جم و عسلویه در استان بوشهر است.  او در دورهٔ نهم نیز نماینده از این حوزهٔ انتخابیه (شهرستانهای: دیر، کنگان، جم و عسلویه)، دبیر دوم کمیسیون انرژی مجلس شورای اسلامی و عضو کمیسیون اصل نودم مجلس شورای اسلامی بود.
احمدی از تیر ماه ۱۴۰۳ رئیس  
کمیسیون انرژی مجلس شورای اسلامی می باشد وی دارای مدرک حوزوی درس خارج و دکترای فقه و مبانی حقوق اسلامی دانشگاه آزاد اسلامی مشهد می‌باشد.
وی از کاندیداهای دهمین دوره انتخابات مجلس شورای اسلامی از حوزه انتخابیه کنگان، عسلویه، دیر و جم (از حوزه‌های استان بوشهر) و از نامزدان اصولگرایان نیز بود که به نمایندگی نرسید.